# Palazzo Coccia-Cirillo
Palazzo Coccia-Cirillo, a Cerignola, nasce come villa suburbana fatta costruire da Giuseppe Coccia nel 1779. L'edificio presenta molte similitudini con alcune ville vesuviane di fine settecento; dal punto di vista architettonico infatti ricade nel periodo che vede il passaggio da Rococò a Neoclassicismo. Il palazzo e il relativo giardino occupano l'intero isolato che va da Corso Garibaldi a Via Vittorio Veneto.

## Storia
L'edificio fu costruito su un terreno che i Padri Conventuali avevano concesso in enfiteusi alla famiglia Coccia nel 1777. Il palazzo è stato protagonista di diversi eventi storici accaduti in città, ad esempio nel 1799 il palazzo, allora sede dei capi repubblicani, fu assalito dai Borbonici. il proprietario adesso è Michelangelo Palumbo, figlio di Vincenzo il fotografo.
Nel 1870 La famiglia Coccia, a causa di problemi economici, fu costretta a vendere all'asta l'edificio che fu aggiudicato a Casimiro Cirillo (da qui il doppio nome dello stabile). Nel 1947 il palazzo fu per la seconda volta protagonista di un assalto, questa volta in occasione dello sciopero generale.
Dal 1984 Palazzo Coccia-Cirillo è sottoposto a vincolo tutelativo e nel 1992 è stato acquistato dalla "Cerere Immobiliare S.r.l.".

## Architettura

### Facciata
Rivolta a sud, la facciata, così come tutto il perimetro del palazzo, è divisa in tre ordini. Il pian terreno è composto da sei archi ribassati, mentre al piano nobile, in corrispondenza della arcate del piano inferiore, vi sono alcune porte-finestre sormontate da timpani semi-circolari  (Fig. 1) e, sopra ognuno di essi, delle serliane cieche.
Al di sopra del portale d'ingresso estroflesso (Fig. 2), vi è una nicchia al cui interno trova posto la porta-finestra più alta (Fig. 3) e, all'interno del timpano spezzato, lo stemma familiare (Fig. 4).

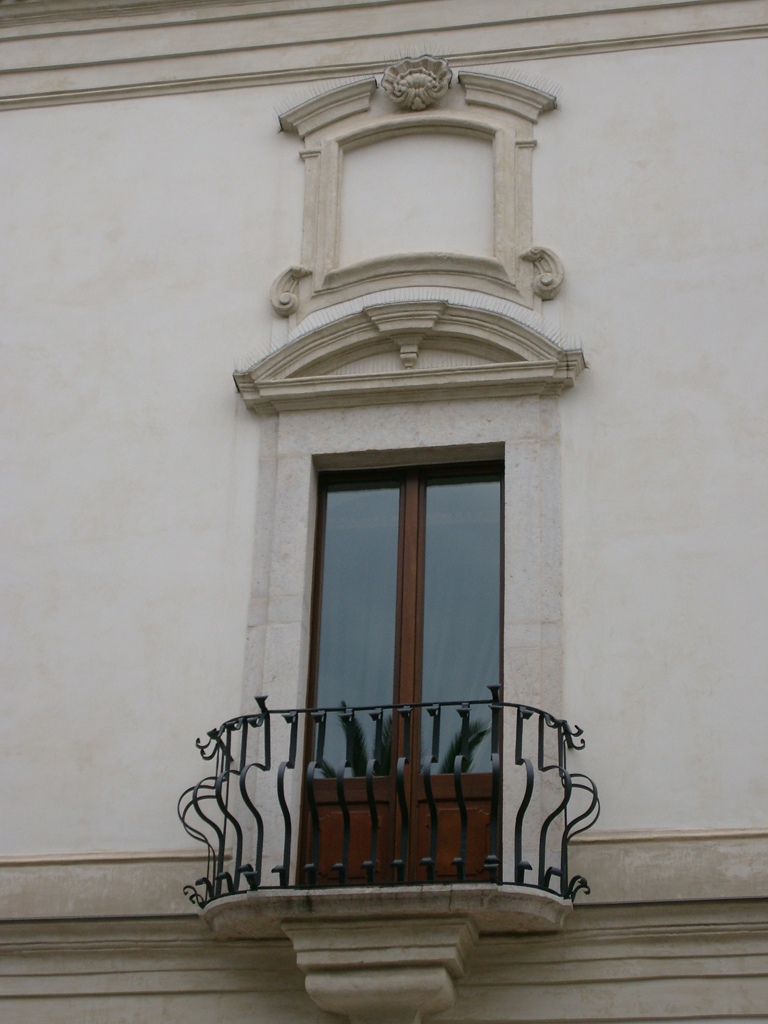
Fig. 1: Porte-finestre.
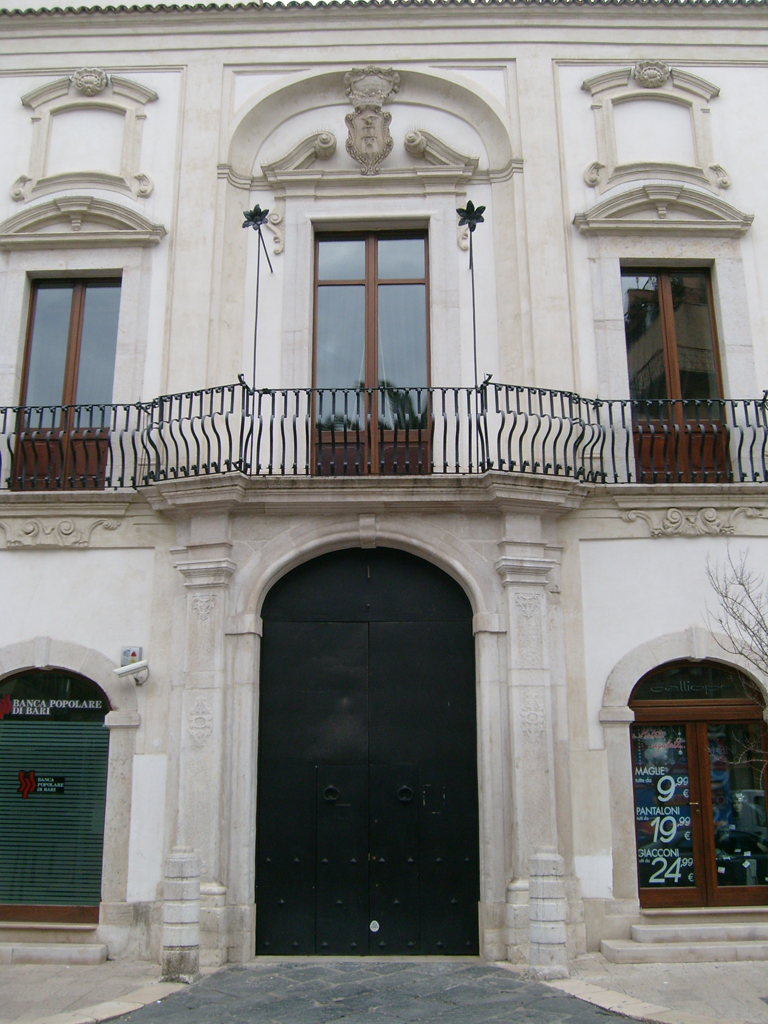
Fig. 2: Portale d'ingresso.
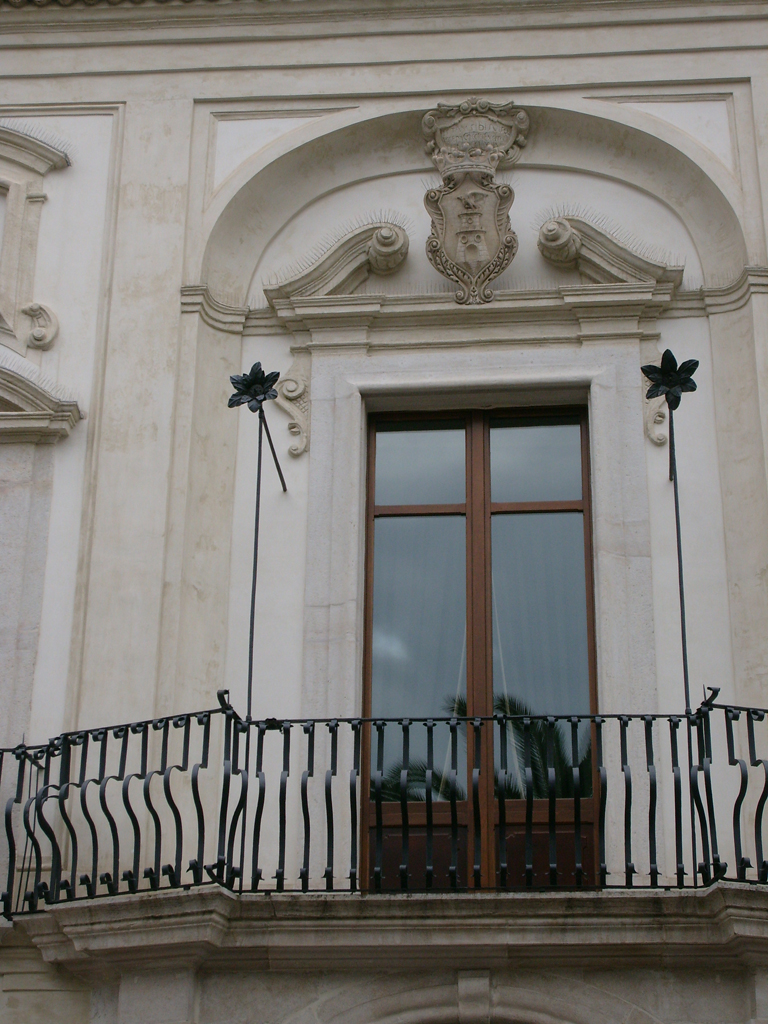
Fig. 3: Porta-finestra centrale del piano nobile.
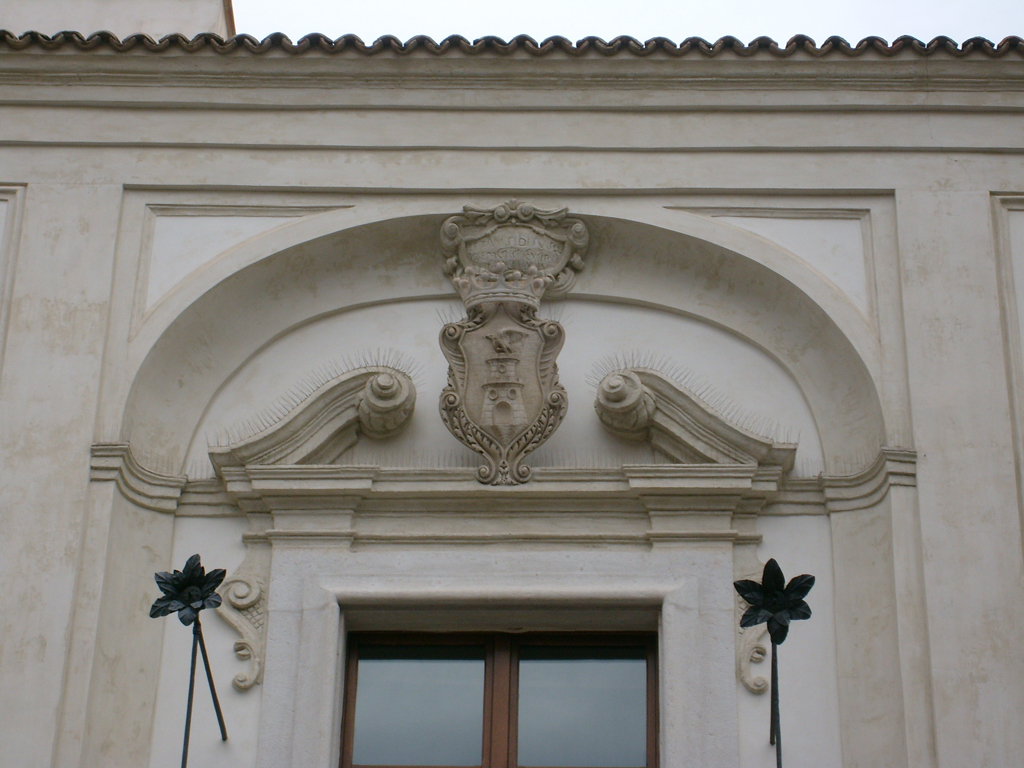
Fig. 4: Stemma familiare.

### Corte
Il cortile presenta un porticato a tre campane che porta alla scalinata caratterizzata da un'ampia volta. Al porticato corrisponde, sul piano nobile, una loggia (Fig. 5).

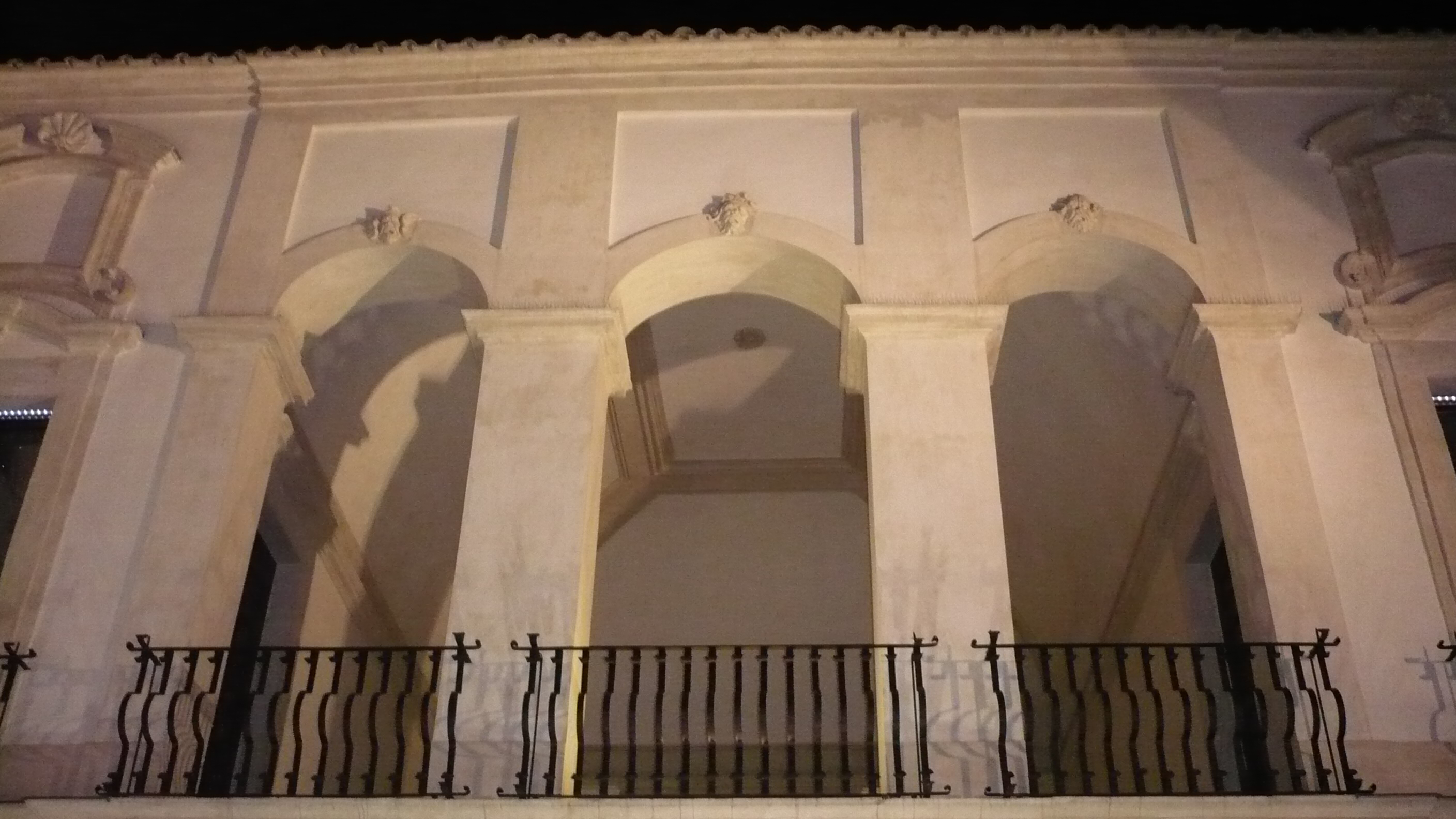
Fig. 5: Loggia sul piano nobile interno alla corte.

Le decorazioni scultoree sono sobrie ed eleganti, mentre quelle pittoriche interessano solo la galleria al piano superiore, la cui volta presenta un motivo floreale ad olio. Al centro della volta è collocata una tela, risalente al 1811 e firmata da Gioacchino De Rosa e F. Faggiano, che raffigura un soggetto mitologico. L'arcata interna della scalinata presenta un motivo decorativo identico a quello di Villa Campolieto a Ercolano; questa somiglianza ha fatto ipotizzare che Luigi Vanvitelli abbia realizzato le decorazioni di entrambe le ville. Non vi è nessuna prova che confermi questa tesi; inoltre egli morì nel 1773 rendendo più verosimile il fatto che l'architetto del palazzo Coccia, probabilmente di scuola napoletana, conoscesse il lavoro del Vanvitelli e a questi si sia ispirato.